# Danshaku Motoda Nagazane
Motoda Nagazane (元田 永孚) (30 de outubro de 1818 – 22 de dezembro de 1891) foi um samurai japonês e estudioso confucionista. Ele também era conhecido como "Eiji" e seu nome de infância era "Daikichi".

## Início de vida
Motoda nasceu em 1818 na província de Higo como o filho mais velho de um vassalo do Domínio de Kumamoto . Ele começou a estudar em Jishūkan, onde se concentrou em ciências práticas e foi influenciado por homens como Yoshiyama Sariyō e Yokoi Shōnan,  e era um bom amigo deste último. Ele também foi apresentado à escola jitsugaku do neoconfucionismo.  Seu pai desaprovou, pois isso era mal visto pelo atual daimyo do domínio. 

## Período Meiji
Motoda tornou-se o tutor do antigo daimyo de Kumamoto, conhecido na época como governador após a abolição do sistema han.  Por recomendação de homens como Ōkubo Toshimichi, Motoda foi nomeado tutor do Imperador Meiji.  Ele também desempenhou um papel na elaboração do Rescrito Imperial sobre Educação.

## Visões sobre educação
Motoda tinha visões muito conservadoras quando se tratava de educação, como mostrado no Rescrito Imperial sobre Educação. Ele também insistiu que, embora o conhecimento ocidental fosse superior, a ética do Leste Asiático era muito superior à encontrada no Ocidente. 

## Doença e Morte
Em 1891, houve uma epidemia de gripe . Nem mesmo Motoda ficou a salvo disso e, após uma curta doença, morreu em 22 de dezembro de 1891, aos 73 anos. Dizem também que o imperador chorou ao saber da morte de Motoda. Ele foi postumamente elevado ao segundo posto júnior e nomeado Danshaku (Barão). 